# The Women's Tour 2019
La 6e édition de The Women's Tour a lieu du 10 au 15 juin 2019. Il s'agit de la treizième épreuve de l'UCI World Tour féminin 2019. 
Jolien D'Hoore remporte la première étape au sprint. Marianne Vos gagne le sprint en côte le lendemain et s'empare de la tête du classement général. Une chute le lendemain la contraint à l'abandon. L'étape est remportée par Jolien D'Hoore, Lisa Brennauer devenant la nouvelle leader. La quatrième étape donne lieu à une échappée de favorites. Finalement, Katarzyna Niewiadoma s'impose avec Liane Lippert dans sa roue. Cette dernière est la nouvelle leader du classement général. Sur la cinquième étape, Elisa Longo Borghini, Elizabeth Deignan et Niewiadoma profitent du juge de paix pour sortir et se disputer la victoire. Elizabeth Deignan gagne l'étape et s'empare de la tête du classement général. Le lendemain, Amy Pieters s'impose au sprint. Elizabeth Deignan est la lauréate de l'édition 2019 devant Katarzyna Niewiadoma et Amy Pieters. La première est également vainqueur du classement par points et du classement de la meilleure Britannique. La seconde est aussi meilleure grimpeuse. Coryn Rivera gagne le classement des sprints, Sarah Roy celui de la super-combative et Trek-Segafredo celui de la meilleure équipe.

## Équipes
| Équipes féminines professionnelles (16)- Alé Cipollini - Bigla - Boels Dolmans - Canyon-SRAM Racing - CCC-Liv - Drops - FDJ-Nouvelle Aquitaine-Futuroscope - Mitchelton-Scott - Movistar Team - Parkhotel Valkenburg-Destil - Sunweb Women - Tibco-Silicon Valley Bank - Virtu Cycling Women - Trek-Segafredo - Valcar Cylance - WNT-Rotor Pro Cycling |
| |

## Étapes
| Étape     | Date    | Villes étapes                         | type                      | Distance (km) | Vainqueur d'étape    | Leader du classement général |
| --------- | ------- | ------------------------------------- | ------------------------- | ------------- | -------------------- | ---------------------------- |
| 1re étape | 10 juin | Beccles – Stowmarket                  | étape de plaine           | 157,6         | Jolien D'Hoore       | Jolien D'Hoore               |
| 2e étape  | 11 juin | Gravesend – Gravesend                 | étape de plaine           | 62,5          | Marianne Vos         | Marianne Vos                 |
| 3e étape  | 12 juin | Henley-on-Thames – palais de Blenheim | étape vallonnée           | 145,1         | Jolien D'Hoore       | Lisa Brennauer               |
| 4e étape  | 13 juin | Warwick – Burton Dassett              | étape vallonnée           | 158,9         | Katarzyna Niewiadoma | Liane Lippert                |
| 5e étape  | 14 juin | Llandrindod Wells – Builth Wells      | étape de moyenne montagne | 140           | Lizzie Deignan       | Lizzie Deignan               |
| 6e étape  | 15 juin | Carmarthen – Pembrey                  | étape de moyenne montagne | 126           | Amy Pieters          | Lizzie Deignan               |

## Favorites
Toutes les vainqueurs précédentes sont au départ de la course. Il s'agit de Coryn Rivera, Katarzyna Niewiadoma, Lisa Brennauer, Elizabeth Deignan et Marianne Vos. Elles font toutes partie des favorites. Il faut aussi compter les membres de l'équipe Boels Dolmans comme Chantal Blaak ou Jolien D'Hoore.

## Déroulement de la course

### 1reétape
La météo est d'abord sèche avant que la pluie n'arrive. Les deux premiers sprints intermédiaires sont remportés par Coryn Rivera. Christine Majerus passe en tête du premier prix des monts. La première échappée est l'oeuvre d'Abby-Mae Parkinson à vingt-quatre kilomètres de l'arrivée. Neuf kilomètres plus loin, son avance atteint une minute trente. Elle est reprise à deux kilomètres de la ligne. Jolien D'Hoore lance le sprint et crée un grand écart qui n'est plus comblé. Amy Pieters est deuxième.
| \| Classement de l'étape \| Classement de l'étape \| Classement de l'étape \| Classement de l'étape \| Classement de l'étape \| \| Coureuse \| Coureuse \| Pays \| Équipe \| Temps \| \| --------------------- \| ------------------------- \| --------------------- \| --------------------- \| --------------------- \| \| 1re \| Jolien D'Hoore \| Belgique \| Boels Dolmans \| 4 h 09 min 12 s \| \| 2e \| Amy Pieters \| Pays-Bas \| Boels Dolmans \| + 0 s \| \| 3e \| Lisa Brennauer \| Allemagne \| WNT-Rotor Pro Cycling \| + 0 s \| \| 4e \| Roxane Fournier \| France \| Movistar Team \| + 0 s \| \| 5e \| Marianne Vos \| Pays-Bas \| CCC-Liv \| + 0 s \| \| 6e \| Chloe Hosking \| Australie \| Alé Cipollini \| + 0 s \| \| 7e \| Maria Giulia Confalonieri \| Italie \| Valcar Cylance \| + 0 s \| \| 8e \| Sheyla Gutiérrez \| Espagne \| Movistar Team \| + 0 s \| \| 9e \| Julie Norman Leth \| Danemark \| Bigla \| + 0 s \| \| 10e \| Sarah Roy \| Australie \| Mitchelton-Scott \| + 0 s \| |                           |           |                       |                 |
| |                           |           |                       |                 |
| |                           |           |                       |                 |
| Classement de l'étape |                           |           |                       |                 |
| Coureuse | Coureuse                  | Pays      | Équipe                | Temps           |
| 1re | Jolien D'Hoore            | Belgique  | Boels Dolmans         | 4 h 09 min 12 s |
| 2e | Amy Pieters               | Pays-Bas  | Boels Dolmans         | + 0 s           |
| 3e | Lisa Brennauer            | Allemagne | WNT-Rotor Pro Cycling | + 0 s           |
| 4e | Roxane Fournier           | France    | Movistar Team         | + 0 s           |
| 5e | Marianne Vos              | Pays-Bas  | CCC-Liv               | + 0 s           |
| 6e | Chloe Hosking             | Australie | Alé Cipollini         | + 0 s           |
| 7e | Maria Giulia Confalonieri | Italie    | Valcar Cylance        | + 0 s           |
| 8e | Sheyla Gutiérrez          | Espagne   | Movistar Team         | + 0 s           |
| 9e | Julie Norman Leth         | Danemark  | Bigla                 | + 0 s           |
| 10e | Sarah Roy                 | Australie | Mitchelton-Scott      | + 0 s           |

| \| Classement général \| Classement général \| Classement général \| Classement général \| Classement général \| \| Coureuse \| Coureuse \| Pays \| Équipe \| Temps \| \| ------------------ \| ------------------------- \| ------------------ \| --------------------- \| ------------------ \| \| 1re \| Jolien D'Hoore \| Belgique \| Boels Dolmans \| 4 h 09 min 02 s \| \| 2e \| Amy Pieters \| Pays-Bas \| Boels Dolmans \| + 4 s \| \| 3e \| Lisa Brennauer \| Allemagne \| WNT-Rotor Pro Cycling \| + 6 s \| \| 4e \| Sheyla Gutiérrez \| Espagne \| Movistar Team \| + 7 s \| \| 5e \| Marianne Vos \| Pays-Bas \| CCC-Liv \| + 8 s \| \| 6e \| Coryn Rivera \| États-Unis \| Sunweb \| + 8 s \| \| 7e \| Roxane Fournier \| France \| Movistar Team \| + 10 s \| \| 8e \| Chloe Hosking \| Australie \| Alé Cipollini \| + 10 s \| \| 9e \| Maria Giulia Confalonieri \| Italie \| Valcar Cylance \| + 10 s \| \| 10e \| Julie Norman Leth \| Danemark \| Bigla \| + 10 s \| |                           |            |                       |                 |
| |                           |            |                       |                 |
| |                           |            |                       |                 |
| Classement général |                           |            |                       |                 |
| Coureuse | Coureuse                  | Pays       | Équipe                | Temps           |
| 1re | Jolien D'Hoore            | Belgique   | Boels Dolmans         | 4 h 09 min 02 s |
| 2e | Amy Pieters               | Pays-Bas   | Boels Dolmans         | + 4 s           |
| 3e | Lisa Brennauer            | Allemagne  | WNT-Rotor Pro Cycling | + 6 s           |
| 4e | Sheyla Gutiérrez          | Espagne    | Movistar Team         | + 7 s           |
| 5e | Marianne Vos              | Pays-Bas   | CCC-Liv               | + 8 s           |
| 6e | Coryn Rivera              | États-Unis | Sunweb                | + 8 s           |
| 7e | Roxane Fournier           | France     | Movistar Team         | + 10 s          |
| 8e | Chloe Hosking             | Australie  | Alé Cipollini         | + 10 s          |
| 9e | Maria Giulia Confalonieri | Italie     | Valcar Cylance        | + 10 s          |
| 10e | Julie Norman Leth         | Danemark   | Bigla                 | + 10 s          |

### 2eétape
Une échappée constituée d'Alice Barnes, Ellen van Dijk, Leah Kirchmann et Gracie Elvin sort immédiatement. Elle est reprise au bout de deux tours. À cinquante kilomètres de l'arrivée, Elena Cecchini attaque et devance le peloton de quelques secondes. Elle est rejointe au milieu du huitième tour. Le premier sprint intermédiaire est remporté par Marianne Vos devant Lizzie Deignan et Coryn Rivera. Le deuxième sprint est gagné par Sheyla Gutierrez devant Coryn Rivera et Sofia Bertizzolo. Le troisième a pour vainqueur Liane Lippert devant Lizzie Deignan et Elisa Longo Borghini. Tout se décide dans la dernière côte. Marianne Vos devance Lizzie Deignan. Elle s'empare de la tête du classement général grâce aux bonifications.
| \| Classement de l'étape \| Classement de l'étape \| Classement de l'étape \| Classement de l'étape \| Classement de l'étape \| \| Coureuse \| Coureuse \| Pays \| Équipe \| Temps \| \| --------------------- \| ------------------------- \| --------------------- \| --------------------- \| --------------------- \| \| 1re \| Marianne Vos \| Pays-Bas \| CCC-Liv \| 1 h 34 min 17 s \| \| 2e \| Lizzie Deignan \| Royaume-Uni \| Trek-Segafredo \| + 0 s \| \| 3e \| Sarah Roy \| Australie \| Mitchelton-Scott \| + 0 s \| \| 4e \| Elena Cecchini \| Italie \| Canyon-SRAM Racing \| + 0 s \| \| 5e \| Maria Giulia Confalonieri \| Italie \| Valcar Cylance \| + 0 s \| \| 6e \| Sofia Bertizzolo \| Italie \| Virtu Cycling Women \| + 0 s \| \| 7e \| Coryn Rivera \| États-Unis \| Sunweb \| + 0 s \| \| 8e \| Roxane Fournier \| France \| Movistar Team \| + 0 s \| \| 9e \| Elisa Longo Borghini \| Italie \| Trek-Segafredo \| + 0 s \| \| 10e \| Liane Lippert \| Allemagne \| Sunweb \| + 0 s \| |                           |             |                     |                 |
| |                           |             |                     |                 |
| |                           |             |                     |                 |
| Classement de l'étape |                           |             |                     |                 |
| Coureuse | Coureuse                  | Pays        | Équipe              | Temps           |
| 1re | Marianne Vos              | Pays-Bas    | CCC-Liv             | 1 h 34 min 17 s |
| 2e | Lizzie Deignan            | Royaume-Uni | Trek-Segafredo      | + 0 s           |
| 3e | Sarah Roy                 | Australie   | Mitchelton-Scott    | + 0 s           |
| 4e | Elena Cecchini            | Italie      | Canyon-SRAM Racing  | + 0 s           |
| 5e | Maria Giulia Confalonieri | Italie      | Valcar Cylance      | + 0 s           |
| 6e | Sofia Bertizzolo          | Italie      | Virtu Cycling Women | + 0 s           |
| 7e | Coryn Rivera              | États-Unis  | Sunweb              | + 0 s           |
| 8e | Roxane Fournier           | France      | Movistar Team       | + 0 s           |
| 9e | Elisa Longo Borghini      | Italie      | Trek-Segafredo      | + 0 s           |
| 10e | Liane Lippert             | Allemagne   | Sunweb              | + 0 s           |

| \| Classement général \| Classement général \| Classement général \| Classement général \| Classement général \| \| Coureuse \| Coureuse \| Pays \| Équipe \| Temps \| \| ------------------ \| ------------------------- \| ------------------ \| --------------------- \| ------------------ \| \| 1re \| Marianne Vos \| Pays-Bas \| CCC-Liv \| 5 h 43 min 14 s \| \| 2e \| Lizzie Deignan \| Royaume-Uni \| Trek-Segafredo \| + 9 s \| \| 3e \| Amy Pieters \| Pays-Bas \| Boels Dolmans \| + 9 s \| \| 4e \| Coryn Rivera \| États-Unis \| Sunweb \| + 10 s \| \| 5e \| Sarah Roy \| Australie \| Mitchelton-Scott \| + 11 s \| \| 6e \| Lisa Brennauer \| Allemagne \| WNT-Rotor Pro Cycling \| + 11 s \| \| 7e \| Maria Giulia Confalonieri \| Italie \| Valcar Cylance \| + 15 s \| \| 8e \| Roxane Fournier \| France \| Movistar Team \| + 15 s \| \| 9e \| Elena Cecchini \| Italie \| Canyon-SRAM Racing \| + 15 s \| \| 10e \| Liane Lippert \| Allemagne \| Sunweb \| + 15 s \| |                           |             |                       |                 |
| |                           |             |                       |                 |
| |                           |             |                       |                 |
| Classement général |                           |             |                       |                 |
| Coureuse | Coureuse                  | Pays        | Équipe                | Temps           |
| 1re | Marianne Vos              | Pays-Bas    | CCC-Liv               | 5 h 43 min 14 s |
| 2e | Lizzie Deignan            | Royaume-Uni | Trek-Segafredo        | + 9 s           |
| 3e | Amy Pieters               | Pays-Bas    | Boels Dolmans         | + 9 s           |
| 4e | Coryn Rivera              | États-Unis  | Sunweb                | + 10 s          |
| 5e | Sarah Roy                 | Australie   | Mitchelton-Scott      | + 11 s          |
| 6e | Lisa Brennauer            | Allemagne   | WNT-Rotor Pro Cycling | + 11 s          |
| 7e | Maria Giulia Confalonieri | Italie      | Valcar Cylance        | + 15 s          |
| 8e | Roxane Fournier           | France      | Movistar Team         | + 15 s          |
| 9e | Elena Cecchini            | Italie      | Canyon-SRAM Racing    | + 15 s          |
| 10e | Liane Lippert             | Allemagne   | Sunweb                | + 15 s          |

### 3eétape
Christine Majerus passe en tête au sommet du premier prix des monts. Anna Plichta attaque peu après. Un groupe de poursuite avec Majerus, Katarzyna Niewiadoma et Grace Brown se forme, mais est repris par le peloton. L'avance de la Polonaise atteint la minute. Dans une descente, une chute massive advient. Parmi les victimes, on compte notamment la leader du classement général Marianne Vos qui doit abandonner, tout comme Valerie Demey, Jeanne Korevaar, Anouska Koster, Barbara Guarischi, Katrine Aalerud, Trixi Worrack, Julie Leth et Elena Cecchini. Anna Plichta est reprise par le peloton à quarante-et-un kilomètres de l'arrivée. Au sprint, Jolien D'Hoore s'impose devant Lisa Brennauer.
| \| Classement de l'étape \| Classement de l'étape \| Classement de l'étape \| Classement de l'étape \| Classement de l'étape \| \| Coureuse \| Coureuse \| Pays \| Équipe \| Temps \| \| --------------------- \| ------------------------- \| --------------------- \| ---------------------------------- \| --------------------- \| \| 1re \| Jolien D'Hoore \| Belgique \| Boels Dolmans \| 3 h 46 min 04 s \| \| 2e \| Lisa Brennauer \| Allemagne \| WNT-Rotor Pro Cycling \| + 0 s \| \| 3e \| Demi Vollering \| Pays-Bas \| Parkhotel Valkenburg \| + 0 s \| \| 4e \| Roxane Fournier \| France \| Movistar Team \| + 0 s \| \| 5e \| Sarah Roy \| Australie \| Mitchelton-Scott \| + 0 s \| \| 6e \| Lizzie Deignan \| Royaume-Uni \| Trek-Segafredo \| + 0 s \| \| 7e \| Eugénie Duval \| France \| FDJ-Nouvelle Aquitaine-Futuroscope \| + 0 s \| \| 8e \| Maria Giulia Confalonieri \| Italie \| Valcar Cylance \| + 0 s \| \| 9e \| Katarzyna Niewiadoma \| Pologne \| Canyon-SRAM Racing \| + 0 s \| \| 10e \| Sofia Bertizzolo \| Italie \| Virtu Cycling Women \| + 0 s \| |                           |             |                                    |                 |
| |                           |             |                                    |                 |
| |                           |             |                                    |                 |
| Classement de l'étape |                           |             |                                    |                 |
| Coureuse | Coureuse                  | Pays        | Équipe                             | Temps           |
| 1re | Jolien D'Hoore            | Belgique    | Boels Dolmans                      | 3 h 46 min 04 s |
| 2e | Lisa Brennauer            | Allemagne   | WNT-Rotor Pro Cycling              | + 0 s           |
| 3e | Demi Vollering            | Pays-Bas    | Parkhotel Valkenburg               | + 0 s           |
| 4e | Roxane Fournier           | France      | Movistar Team                      | + 0 s           |
| 5e | Sarah Roy                 | Australie   | Mitchelton-Scott                   | + 0 s           |
| 6e | Lizzie Deignan            | Royaume-Uni | Trek-Segafredo                     | + 0 s           |
| 7e | Eugénie Duval             | France      | FDJ-Nouvelle Aquitaine-Futuroscope | + 0 s           |
| 8e | Maria Giulia Confalonieri | Italie      | Valcar Cylance                     | + 0 s           |
| 9e | Katarzyna Niewiadoma      | Pologne     | Canyon-SRAM Racing                 | + 0 s           |
| 10e | Sofia Bertizzolo          | Italie      | Virtu Cycling Women                | + 0 s           |

| \| Classement général \| Classement général \| Classement général \| Classement général \| Classement général \| \| Coureuse \| Coureuse \| Pays \| Équipe \| Temps \| \| ------------------ \| ------------------------- \| ------------------ \| --------------------- \| ------------------ \| \| 1re \| Lisa Brennauer \| Allemagne \| WNT-Rotor Pro Cycling \| 9 h 29 min 23 s \| \| 2e \| Coryn Rivera \| États-Unis \| Sunweb \| + 3 s \| \| 3e \| Lizzie Deignan \| Royaume-Uni \| Trek-Segafredo \| + 4 s \| \| 4e \| Amy Pieters \| Pays-Bas \| Boels Dolmans \| + 4 s \| \| 5e \| Sarah Roy \| Australie \| Mitchelton-Scott \| + 6 s \| \| 6e \| Jolien D'Hoore \| Belgique \| Boels Dolmans \| + 8 s \| \| 7e \| Roxane Fournier \| France \| Movistar Team \| + 10 s \| \| 8e \| Maria Giulia Confalonieri \| Italie \| Valcar Cylance \| + 10 s \| \| 9e \| Liane Lippert \| Allemagne \| Sunweb \| + 10 s \| \| 10e \| Susanne Andersen \| Norvège \| Sunweb \| + 11 s \| |                           |             |                       |                 |
| |                           |             |                       |                 |
| |                           |             |                       |                 |
| Classement général |                           |             |                       |                 |
| Coureuse | Coureuse                  | Pays        | Équipe                | Temps           |
| 1re | Lisa Brennauer            | Allemagne   | WNT-Rotor Pro Cycling | 9 h 29 min 23 s |
| 2e | Coryn Rivera              | États-Unis  | Sunweb                | + 3 s           |
| 3e | Lizzie Deignan            | Royaume-Uni | Trek-Segafredo        | + 4 s           |
| 4e | Amy Pieters               | Pays-Bas    | Boels Dolmans         | + 4 s           |
| 5e | Sarah Roy                 | Australie   | Mitchelton-Scott      | + 6 s           |
| 6e | Jolien D'Hoore            | Belgique    | Boels Dolmans         | + 8 s           |
| 7e | Roxane Fournier           | France      | Movistar Team         | + 10 s          |
| 8e | Maria Giulia Confalonieri | Italie      | Valcar Cylance        | + 10 s          |
| 9e | Liane Lippert             | Allemagne   | Sunweb                | + 10 s          |
| 10e | Susanne Andersen          | Norvège     | Sunweb                | + 11 s          |

### 4eétape
Au kilomètre trente, Sarah Roy attaque. Elle est imitée par Femke Markus et Charlotte Becker une dizaine de kilomètres plus loin. Elles rejoignent Sarah Roy au kilomètre cinquante-six. Elles comptent jusqu'à huit minutes quarante d'avance. À trente-neuf kilomètres de l'arrivée, l'avance est encore de quatre minutes. La côte de Sun Rising Hill élimine Charlotte Becker. Dans la côte de Burton Dassett, Elisa Longo Borghini passe à l'offensive avec Katarzyna Niewiadoma et Liane Lippert. Elles gagnent rapidement une minute d'avance sur le peloton. Dans la deuxième ascension de Burton Dassett, le trio revient sur l'échappée matinale. Un regroupement général a néanmoins lieu dans les dix derniers kilomètres. Dans le sprint en côte, Katarzyna Niewiadoma et Liane Lippert creusent une nette avance nette. La Polonaise s'impose et l'Allemande prend la tête du classement général.
| \| Classement de l'étape \| Classement de l'étape \| Classement de l'étape \| Classement de l'étape \| Classement de l'étape \| \| Coureuse \| Coureuse \| Pays \| Équipe \| Temps \| \| --------------------- \| --------------------- \| --------------------- \| --------------------- \| --------------------- \| \| 1re \| Katarzyna Niewiadoma \| Pologne \| Canyon-SRAM Racing \| 4 h 18 min 29 s \| \| 2e \| Liane Lippert \| Allemagne \| Sunweb \| + 0 s \| \| 3e \| Lizzie Deignan \| Royaume-Uni \| Trek-Segafredo \| + 7 s \| \| 4e \| Amy Pieters \| Pays-Bas \| Boels Dolmans \| + 9 s \| \| 5e \| Demi Vollering \| Pays-Bas \| Parkhotel Valkenburg \| + 11 s \| \| 6e \| Elizabeth Banks \| Royaume-Uni \| Bigla \| + 11 s \| \| 7e \| Leah Thomas \| États-Unis \| Bigla \| + 11 s \| \| 8e \| Lisa Brennauer \| Allemagne \| WNT-Rotor Pro Cycling \| + 11 s \| \| 9e \| Christine Majerus \| Luxembourg \| Boels Dolmans \| + 13 s \| \| 10e \| Marta Cavalli \| Italie \| Valcar Cylance \| + 16 s \| |                      |             |                       |                 |
| |                      |             |                       |                 |
| |                      |             |                       |                 |
| Classement de l'étape |                      |             |                       |                 |
| Coureuse | Coureuse             | Pays        | Équipe                | Temps           |
| 1re | Katarzyna Niewiadoma | Pologne     | Canyon-SRAM Racing    | 4 h 18 min 29 s |
| 2e | Liane Lippert        | Allemagne   | Sunweb                | + 0 s           |
| 3e | Lizzie Deignan       | Royaume-Uni | Trek-Segafredo        | + 7 s           |
| 4e | Amy Pieters          | Pays-Bas    | Boels Dolmans         | + 9 s           |
| 5e | Demi Vollering       | Pays-Bas    | Parkhotel Valkenburg  | + 11 s          |
| 6e | Elizabeth Banks      | Royaume-Uni | Bigla                 | + 11 s          |
| 7e | Leah Thomas          | États-Unis  | Bigla                 | + 11 s          |
| 8e | Lisa Brennauer       | Allemagne   | WNT-Rotor Pro Cycling | + 11 s          |
| 9e | Christine Majerus    | Luxembourg  | Boels Dolmans         | + 13 s          |
| 10e | Marta Cavalli        | Italie      | Valcar Cylance        | + 16 s          |

| \| Classement général \| Classement général \| Classement général \| Classement général \| Classement général \| \| Coureuse \| Coureuse \| Pays \| Équipe \| Temps \| \| ------------------ \| ------------------------- \| ------------------ \| --------------------- \| ------------------ \| \| 1re \| Liane Lippert \| Allemagne \| Sunweb \| 13 h 47 min 56 s \| \| 2e \| Katarzyna Niewiadoma \| Pologne \| Canyon-SRAM Racing \| + 0 s \| \| 3e \| Lizzie Deignan \| Royaume-Uni \| Trek-Segafredo \| + 3 s \| \| 4e \| Lisa Brennauer \| Allemagne \| WNT-Rotor Pro Cycling \| + 7 s \| \| 5e \| Amy Pieters \| Pays-Bas \| Boels Dolmans \| + 9 s \| \| 6e \| Demi Vollering \| Pays-Bas \| Parkhotel Valkenburg \| + 24 s \| \| 7e \| Christine Majerus \| Luxembourg \| Boels Dolmans \| + 26 s \| \| 8e \| Maria Giulia Confalonieri \| Italie \| Valcar Cylance \| + 28 s \| \| 9e \| Elizabeth Banks \| Royaume-Uni \| Bigla \| + 31 s \| \| 10e \| Leah Thomas \| États-Unis \| Bigla \| + 31 s \| |                           |             |                       |                  |
| |                           |             |                       |                  |
| |                           |             |                       |                  |
| Classement général |                           |             |                       |                  |
| Coureuse | Coureuse                  | Pays        | Équipe                | Temps            |
| 1re | Liane Lippert             | Allemagne   | Sunweb                | 13 h 47 min 56 s |
| 2e | Katarzyna Niewiadoma      | Pologne     | Canyon-SRAM Racing    | + 0 s            |
| 3e | Lizzie Deignan            | Royaume-Uni | Trek-Segafredo        | + 3 s            |
| 4e | Lisa Brennauer            | Allemagne   | WNT-Rotor Pro Cycling | + 7 s            |
| 5e | Amy Pieters               | Pays-Bas    | Boels Dolmans         | + 9 s            |
| 6e | Demi Vollering            | Pays-Bas    | Parkhotel Valkenburg  | + 24 s           |
| 7e | Christine Majerus         | Luxembourg  | Boels Dolmans         | + 26 s           |
| 8e | Maria Giulia Confalonieri | Italie      | Valcar Cylance        | + 28 s           |
| 9e | Elizabeth Banks           | Royaume-Uni | Bigla                 | + 31 s           |
| 10e | Leah Thomas               | États-Unis  | Bigla                 | + 31 s           |

### 5eétape
Une première échappée de dix coureuses se forme rapidement. Il s'agit de : Leah Kirchmann, Georgia Williams, Karol-Ann Canuel, Victorie Guilman, Ellen van Dijk, Janneke Ensing, Kathrin Hammes, Alicia Gonzalez, Sheyla Gutierrez et Lisa Klein. Leur escapade est néanmoins de courte durée. Une seconde échappée avec Amalie Dideriksen, Lauren Kitchen, Asja Paladin, Erica Magnaldi et Aude Biannic sort. Lauren Kitchen perd rapidement contact avec le groupe. L'avance atteint quatre minutes. Paladin est à son tour distancée. À quarante kilomètres de l'arrivée, l'avance est toujours d'un peu moins de quatre minutes. Les formations WNT, Sunweb et Canyon-SRAM amorcent la poursuite. La principale difficulté de la journée se trouve à vingt-quatre kilomètres de la ligne. En y arrivant, l'échappée n'a plus que quarante secondes d'avance. Un groupe d'une vingtaine de coureuses, sans Liane Lippert, se forme et reprend les échappées. Dans le dernier kilomètre d'ascension, Katarzyna Niewiadoma, Elisa Longo Borghini et Lizzie Deignan attaquent. Un petit peloton se recompose derrière le trio de tête. Leah Thomas tente de faire la jonction. À huit kilomètres de l'arrivée, les fuyardes ont quarante-deux secondes d'avance sur le peloton. Leah Thomas est reprise à quatre kilomètres du but. Elisa Longo Borghini lance le sprint pour Deignan qui devance Niewiadoma. La Britannique s'empare de la tête du classement général.
| \| Classement de l'étape \| Classement de l'étape \| Classement de l'étape \| Classement de l'étape \| Classement de l'étape \| \| Coureuse \| Coureuse \| Pays \| Équipe \| Temps \| \| --------------------- \| --------------------- \| --------------------- \| --------------------- \| --------------------- \| \| 1re \| Lizzie Deignan \| Royaume-Uni \| Trek-Segafredo \| 3 h 54 min 35 s \| \| 2e \| Katarzyna Niewiadoma \| Pologne \| Canyon-SRAM Racing \| + 0 s \| \| 3e \| Elisa Longo Borghini \| Italie \| Trek-Segafredo \| + 2 s \| \| 4e \| Leah Kirchmann \| Canada \| Sunweb \| + 17 s \| \| 5e \| Christine Majerus \| Luxembourg \| Boels Dolmans \| + 17 s \| \| 6e \| Amy Pieters \| Pays-Bas \| Boels Dolmans \| + 19 s \| \| 7e \| Ellen van Dijk \| Pays-Bas \| Trek-Segafredo \| + 19 s \| \| 8e \| Elizabeth Banks \| Royaume-Uni \| Bigla \| + 19 s \| \| 9e \| Ane Santesteban \| Espagne \| WNT-Rotor Pro Cycling \| + 19 s \| \| 10e \| Marta Cavalli \| Italie \| Valcar Cylance \| + 19 s \| |                      |             |                       |                 |
| |                      |             |                       |                 |
| |                      |             |                       |                 |
| Classement de l'étape |                      |             |                       |                 |
| Coureuse | Coureuse             | Pays        | Équipe                | Temps           |
| 1re | Lizzie Deignan       | Royaume-Uni | Trek-Segafredo        | 3 h 54 min 35 s |
| 2e | Katarzyna Niewiadoma | Pologne     | Canyon-SRAM Racing    | + 0 s           |
| 3e | Elisa Longo Borghini | Italie      | Trek-Segafredo        | + 2 s           |
| 4e | Leah Kirchmann       | Canada      | Sunweb                | + 17 s          |
| 5e | Christine Majerus    | Luxembourg  | Boels Dolmans         | + 17 s          |
| 6e | Amy Pieters          | Pays-Bas    | Boels Dolmans         | + 19 s          |
| 7e | Ellen van Dijk       | Pays-Bas    | Trek-Segafredo        | + 19 s          |
| 8e | Elizabeth Banks      | Royaume-Uni | Bigla                 | + 19 s          |
| 9e | Ane Santesteban      | Espagne     | WNT-Rotor Pro Cycling | + 19 s          |
| 10e | Marta Cavalli        | Italie      | Valcar Cylance        | + 19 s          |

| \| Classement général \| Classement général \| Classement général \| Classement général \| Classement général \| \| Coureuse \| Coureuse \| Pays \| Équipe \| Temps \| \| ------------------ \| -------------------- \| ------------------ \| -------------------- \| ------------------ \| \| 1re \| Lizzie Deignan \| Royaume-Uni \| Trek-Segafredo \| 17 h 42 min 24 s \| \| 2e \| Katarzyna Niewiadoma \| Pologne \| Canyon-SRAM Racing \| + 1 s \| \| 3e \| Amy Pieters \| Pays-Bas \| Boels Dolmans \| + 32 s \| \| 4e \| Demi Vollering \| Pays-Bas \| Parkhotel Valkenburg \| + 50 s \| \| 5e \| Christine Majerus \| Luxembourg \| Boels Dolmans \| + 50 s \| \| 6e \| Elizabeth Banks \| Royaume-Uni \| Bigla \| + 57 s \| \| 7e \| Małgorzata Jasińska \| Pologne \| Movistar Team \| + 58 s \| \| 8e \| Elisa Longo Borghini \| Italie \| Trek-Segafredo \| + 1 min 00 s \| \| 9e \| Leah Thomas \| États-Unis \| Bigla \| + 1 min 00 s \| \| 10e \| Leah Kirchmann \| Canada \| Sunweb \| + 1 min 02 s \| |                      |             |                      |                  |
| |                      |             |                      |                  |
| |                      |             |                      |                  |
| Classement général |                      |             |                      |                  |
| Coureuse | Coureuse             | Pays        | Équipe               | Temps            |
| 1re | Lizzie Deignan       | Royaume-Uni | Trek-Segafredo       | 17 h 42 min 24 s |
| 2e | Katarzyna Niewiadoma | Pologne     | Canyon-SRAM Racing   | + 1 s            |
| 3e | Amy Pieters          | Pays-Bas    | Boels Dolmans        | + 32 s           |
| 4e | Demi Vollering       | Pays-Bas    | Parkhotel Valkenburg | + 50 s           |
| 5e | Christine Majerus    | Luxembourg  | Boels Dolmans        | + 50 s           |
| 6e | Elizabeth Banks      | Royaume-Uni | Bigla                | + 57 s           |
| 7e | Małgorzata Jasińska  | Pologne     | Movistar Team        | + 58 s           |
| 8e | Elisa Longo Borghini | Italie      | Trek-Segafredo       | + 1 min 00 s     |
| 9e | Leah Thomas          | États-Unis  | Bigla                | + 1 min 00 s     |
| 10e | Leah Kirchmann       | Canada      | Sunweb               | + 1 min 02 s     |

### 6eétape
Susanne Andersen est la première échappée. Elle est néanmoins rapidement revue. Un groupe de onze coureuses part ensuite. Il s'agit de : Coryn Rivera, Anna Christian, Grace Brown, Chantal Blaak, Romy Kasper, Hannah Barnes, Ellen van Dijk, Leah Thomas, Pauliena Rooijakkers, Eugénie Duval et Janneke Ensing. Vingt kilomètres plus loin, Coryn Rivera accélère. L'ascension suivante provoque une sélection. Anna Christian, Romy Kasper, Pauliena Rooijakkers et Eugénie Duval sont reprises plus loin par le peloton. Un regroupement général a lieu cinq kilomètres avant Penygroes. Les attaques s'enchaînent sans succès. Nadia Quagliotto sort à quatorze kilomètres de l'arrivée. Grace Brown la rejoint plus loin. Elles sont néanmoins reprises à deux kilomètres de la ligne. Au sprint, Christine Majerus lance Amy Pieters qui s'impose.
| \| Classement de l'étape \| Classement de l'étape \| Classement de l'étape \| Classement de l'étape \| Classement de l'étape \| \| Coureuse \| Coureuse \| Pays \| Équipe \| Temps \| \| --------------------- \| --------------------- \| --------------------- \| --------------------- \| --------------------- \| \| 1re \| Amy Pieters \| Pays-Bas \| Boels Dolmans \| 3 h 27 min 02 s \| \| 2e \| Leah Kirchmann \| Canada \| Sunweb \| + 0 s \| \| 3e \| Roxane Fournier \| France \| Movistar Team \| + 0 s \| \| 4e \| Demi Vollering \| Pays-Bas \| Parkhotel Valkenburg \| + 0 s \| \| 5e \| Christine Majerus \| Luxembourg \| Boels Dolmans \| + 0 s \| \| 6e \| Sheyla Gutiérrez \| Espagne \| Movistar Team \| + 0 s \| \| 7e \| Lisa Brennauer \| Allemagne \| WNT-Rotor Pro Cycling \| + 0 s \| \| 8e \| Lizzie Deignan \| Royaume-Uni \| Trek-Segafredo \| + 0 s \| \| 9e \| Marta Cavalli \| Italie \| Valcar Cylance \| + 0 s \| \| 10e \| Alexandra Manly \| Australie \| Mitchelton-Scott \| + 0 s \| |                   |             |                       |                 |
| |                   |             |                       |                 |
| |                   |             |                       |                 |
| Classement de l'étape |                   |             |                       |                 |
| Coureuse | Coureuse          | Pays        | Équipe                | Temps           |
| 1re | Amy Pieters       | Pays-Bas    | Boels Dolmans         | 3 h 27 min 02 s |
| 2e | Leah Kirchmann    | Canada      | Sunweb                | + 0 s           |
| 3e | Roxane Fournier   | France      | Movistar Team         | + 0 s           |
| 4e | Demi Vollering    | Pays-Bas    | Parkhotel Valkenburg  | + 0 s           |
| 5e | Christine Majerus | Luxembourg  | Boels Dolmans         | + 0 s           |
| 6e | Sheyla Gutiérrez  | Espagne     | Movistar Team         | + 0 s           |
| 7e | Lisa Brennauer    | Allemagne   | WNT-Rotor Pro Cycling | + 0 s           |
| 8e | Lizzie Deignan    | Royaume-Uni | Trek-Segafredo        | + 0 s           |
| 9e | Marta Cavalli     | Italie      | Valcar Cylance        | + 0 s           |
| 10e | Alexandra Manly   | Australie   | Mitchelton-Scott      | + 0 s           |

## Classement final

### Classement général
| \| Classement général \| Classement général \| Classement général \| Classement général \| Classement général \| \| Coureuse \| Coureuse \| Pays \| Équipe \| Temps \| \| ------------------ \| -------------------- \| ------------------ \| -------------------- \| ------------------ \| \| 1re \| Lizzie Deignan \| Royaume-Uni \| Trek-Segafredo \| 21 h 09 min 25 s \| \| 2e \| Katarzyna Niewiadoma \| Pologne \| Canyon-SRAM Racing \| + 2 s \| \| 3e \| Amy Pieters \| Pays-Bas \| Boels Dolmans \| + 23 s \| \| 4e \| Christine Majerus \| Luxembourg \| Boels Dolmans \| + 49 s \| \| 5e \| Demi Vollering \| Pays-Bas \| Parkhotel Valkenburg \| + 51 s \| \| 6e \| Leah Kirchmann \| Canada \| Sunweb \| + 54 s \| \| 7e \| Elizabeth Banks \| Royaume-Uni \| Bigla \| + 58 s \| \| 8e \| Leah Thomas \| États-Unis \| Bigla \| + 58 s \| \| 9e \| Małgorzata Jasińska \| Pologne \| Movistar Team \| + 59 s \| \| 10e \| Elisa Longo Borghini \| Italie \| Trek-Segafredo \| + 1 min 01 s \| |                      |             |                      |                  |
| |                      |             |                      |                  |
| |                      |             |                      |                  |
| Classement général |                      |             |                      |                  |
| Coureuse | Coureuse             | Pays        | Équipe               | Temps            |
| 1re | Lizzie Deignan       | Royaume-Uni | Trek-Segafredo       | 21 h 09 min 25 s |
| 2e | Katarzyna Niewiadoma | Pologne     | Canyon-SRAM Racing   | + 2 s            |
| 3e | Amy Pieters          | Pays-Bas    | Boels Dolmans        | + 23 s           |
| 4e | Christine Majerus    | Luxembourg  | Boels Dolmans        | + 49 s           |
| 5e | Demi Vollering       | Pays-Bas    | Parkhotel Valkenburg | + 51 s           |
| 6e | Leah Kirchmann       | Canada      | Sunweb               | + 54 s           |
| 7e | Elizabeth Banks      | Royaume-Uni | Bigla                | + 58 s           |
| 8e | Leah Thomas          | États-Unis  | Bigla                | + 58 s           |
| 9e | Małgorzata Jasińska  | Pologne     | Movistar Team        | + 59 s           |
| 10e | Elisa Longo Borghini | Italie      | Trek-Segafredo       | + 1 min 01 s     |

### UCI World Tour

#### Points attribués
| Position                  | 1er | 2e  | 3e  | 4e  | 5e | 6e | 7e | 8e | 9e | 10e | 11e | 12e | 13e | 14e | 15e | 16e à 30e | 31e à 40e |  |  |  |
| Classement général        | 200 | 150 | 125 | 100 | 85 | 70 | 60 | 50 | 40 | 35  | 30  | 25  | 20  | 15  | 10  | 5         | 3         |  |  |  |
| Étapes et demi-étapes     | 25  | 20  | 18  | 16  | 14 | 12 | 10 | 8  | 6  | 4   |     |     |     |     |     |           |           |  |  |  |
| Port du maillot de leader | 5   |     |     |     |    |    |    |    |    |     |     |     |     |     |     |           |           |  |  |  |

### Classements annexes
| Classement par points | Classement par points | Classement par points | Classement par points | Classement par points |
| Coureuse              | Coureuse              | Pays                  | Équipe                | Points                |
| --------------------- | --------------------- | --------------------- | --------------------- | --------------------- |
| 1re                   | Lizzie Deignan        | Royaume-Uni           | Trek-Segafredo        | 44 pts                |
| 2e                    | Amy Pieters           | Pays-Bas              | Boels Dolmans         | 39 pts                |
| 3e                    | Jolien D'Hoore        | Belgique              | Boels Dolmans         | 30 pts                |
| 4e                    | Katarzyna Niewiadoma  | Pologne               | Canyon-SRAM Racing    | 29 pts                |
| 5e                    | Lisa Brennauer        | Allemagne             | WNT-Rotor Pro Cycling | 28 pts                |
| 6e                    | Roxane Fournier       | France                | Movistar Team         | 26 pts                |
| 7e                    | Demi Vollering        | Pays-Bas              | Parkhotel Valkenburg  | 22 pts                |
| 8e                    | Leah Kirchmann        | Canada                | Sunweb                | 19 pts                |
| 9e                    | Sarah Roy             | Australie             | Mitchelton-Scott      | 16 pts                |
| 10e                   | Christine Majerus     | Luxembourg            | Boels Dolmans         | 14 pts                |

| Classement par points | Classement par points | Classement par points | Classement par points | Classement par points |
| Coureuse              | Coureuse              | Pays                  | Équipe                | Points                |
| --------------------- | --------------------- | --------------------- | --------------------- | --------------------- |
| 1re                   | Lizzie Deignan        | Royaume-Uni           | Trek-Segafredo        | 44 pts                |
| 2e                    | Amy Pieters           | Pays-Bas              | Boels Dolmans         | 39 pts                |
| 3e                    | Jolien D'Hoore        | Belgique              | Boels Dolmans         | 30 pts                |
| 4e                    | Katarzyna Niewiadoma  | Pologne               | Canyon-SRAM Racing    | 29 pts                |
| 5e                    | Lisa Brennauer        | Allemagne             | WNT-Rotor Pro Cycling | 28 pts                |
| 6e                    | Roxane Fournier       | France                | Movistar Team         | 26 pts                |
| 7e                    | Demi Vollering        | Pays-Bas              | Parkhotel Valkenburg  | 22 pts                |
| 8e                    | Leah Kirchmann        | Canada                | Sunweb                | 19 pts                |
| 9e                    | Sarah Roy             | Australie             | Mitchelton-Scott      | 16 pts                |
| 10e                   | Christine Majerus     | Luxembourg            | Boels Dolmans         | 14 pts                |

| Classement de la montagne | Classement de la montagne | Classement de la montagne | Classement de la montagne | Classement de la montagne |
| Coureuse                  | Coureuse                  | Pays                      | Équipe                    | Points                    |
| ------------------------- | ------------------------- | ------------------------- | ------------------------- | ------------------------- |
| 1re                       | Katarzyna Niewiadoma      | Pologne                   | Canyon-SRAM Racing        | 41 pts                    |
| 2e                        | Christine Majerus         | Luxembourg                | Boels Dolmans             | 40 pts                    |
| 3e                        | Elisa Longo Borghini      | Italie                    | Trek-Segafredo            | 21 pts                    |
| 4e                        | Ellen van Dijk            | Pays-Bas                  | Trek-Segafredo            | 18 pts                    |
| 5e                        | Grace Brown               | Australie                 | Mitchelton-Scott          | 17 pts                    |
| 6e                        | Leah Thomas               | États-Unis                | Bigla                     | 16 pts                    |
| 7e                        | Liane Lippert             | Allemagne                 | Sunweb                    | 14 pts                    |
| 8e                        | Anna Plichta              | Pologne                   | Trek-Segafredo            | 13 pts                    |
| 9e                        | Sarah Roy                 | Australie                 | Mitchelton-Scott          | 12 pts                    |
| 10e                       | Lizzie Deignan            | Royaume-Uni               | Trek-Segafredo            | 12 pts                    |

| Classement de la montagne | Classement de la montagne | Classement de la montagne | Classement de la montagne | Classement de la montagne |
| Coureuse                  | Coureuse                  | Pays                      | Équipe                    | Points                    |
| ------------------------- | ------------------------- | ------------------------- | ------------------------- | ------------------------- |
| 1re                       | Katarzyna Niewiadoma      | Pologne                   | Canyon-SRAM Racing        | 41 pts                    |
| 2e                        | Christine Majerus         | Luxembourg                | Boels Dolmans             | 40 pts                    |
| 3e                        | Elisa Longo Borghini      | Italie                    | Trek-Segafredo            | 21 pts                    |
| 4e                        | Ellen van Dijk            | Pays-Bas                  | Trek-Segafredo            | 18 pts                    |
| 5e                        | Grace Brown               | Australie                 | Mitchelton-Scott          | 17 pts                    |
| 6e                        | Leah Thomas               | États-Unis                | Bigla                     | 16 pts                    |
| 7e                        | Liane Lippert             | Allemagne                 | Sunweb                    | 14 pts                    |
| 8e                        | Anna Plichta              | Pologne                   | Trek-Segafredo            | 13 pts                    |
| 9e                        | Sarah Roy                 | Australie                 | Mitchelton-Scott          | 12 pts                    |
| 10e                       | Lizzie Deignan            | Royaume-Uni               | Trek-Segafredo            | 12 pts                    |

| Classement des sprints | Classement des sprints | Classement des sprints | Classement des sprints | Classement des sprints |
| Coureuse               | Coureuse               | Pays                   | Équipe                 | Points                 |
| ---------------------- | ---------------------- | ---------------------- | ---------------------- | ---------------------- |
| 1re                    | Coryn Rivera           | États-Unis             | Sunweb                 | 13 pts                 |
| 2e                     | Sarah Roy              | Australie              | Mitchelton-Scott       | 6 pts                  |
| 3e                     | Anna Plichta           | Pologne                | Trek-Segafredo         | 6 pts                  |
| 4e                     | Sheyla Gutiérrez       | Espagne                | Movistar Team          | 6 pts                  |
| 5e                     | Lizzie Deignan         | Royaume-Uni            | Trek-Segafredo         | 5 pts                  |
| 6e                     | Liane Lippert          | Allemagne              | Sunweb                 | 4 pts                  |
| 7e                     | Femke Markus           | Pays-Bas               | Parkhotel Valkenburg   | 4 pts                  |
| 8e                     | Amy Pieters            | Pays-Bas               | Boels Dolmans          | 3 pts                  |
| 9e                     | Leah Kirchmann         | Canada                 | Sunweb                 | 3 pts                  |
| 10e                    | Leah Thomas            | États-Unis             | Bigla                  | 3 pts                  |

| Classement des sprints | Classement des sprints | Classement des sprints | Classement des sprints | Classement des sprints |
| Coureuse               | Coureuse               | Pays                   | Équipe                 | Points                 |
| ---------------------- | ---------------------- | ---------------------- | ---------------------- | ---------------------- |
| 1re                    | Coryn Rivera           | États-Unis             | Sunweb                 | 13 pts                 |
| 2e                     | Sarah Roy              | Australie              | Mitchelton-Scott       | 6 pts                  |
| 3e                     | Anna Plichta           | Pologne                | Trek-Segafredo         | 6 pts                  |
| 4e                     | Sheyla Gutiérrez       | Espagne                | Movistar Team          | 6 pts                  |
| 5e                     | Lizzie Deignan         | Royaume-Uni            | Trek-Segafredo         | 5 pts                  |
| 6e                     | Liane Lippert          | Allemagne              | Sunweb                 | 4 pts                  |
| 7e                     | Femke Markus           | Pays-Bas               | Parkhotel Valkenburg   | 4 pts                  |
| 8e                     | Amy Pieters            | Pays-Bas               | Boels Dolmans          | 3 pts                  |
| 9e                     | Leah Kirchmann         | Canada                 | Sunweb                 | 3 pts                  |
| 10e                    | Leah Thomas            | États-Unis             | Bigla                  | 3 pts                  |

| Classement de la meilleure Britannique | Classement de la meilleure Britannique | Classement de la meilleure Britannique | Classement de la meilleure Britannique | Classement de la meilleure Britannique |
|                                        | Coureur                                | Pays                                   | Équipe                                 | Temps                                  |
| -------------------------------------- | -------------------------------------- | -------------------------------------- | -------------------------------------- | -------------------------------------- |
| 1er                                    | Lizzie Deignan                         | Royaume-Uni                            | Trek Segafredo                         | en 21 h 9 min 25 s                     |
| 2e                                     | Elizabeth Banks                        | Royaume-Uni                            | Bigla                                  | +58 s                                  |
| 3e                                     | Hannah Barnes                          | Royaume-Uni                            | Canyon-SRAM                            | +2 min 23 s                            |
| modifier                               |                                        |                                        |                                        |                                        |

| Classement par équipes | Classement par équipes      | Classement par équipes | Classement par équipes |
| Équipe                 | Équipe                      | Pays                   | Temps                  |
| ---------------------- | --------------------------- | ---------------------- | ---------------------- |
| 1re                    | Trek-Segafredo              | États-Unis             | 63 h 31 min 01 s       |
| 2e                     | Boels Dolmans               | Pays-Bas               | + 1 min 40 s           |
| 3e                     | WNT-Rotor Pro Cycling       | Allemagne              | + 2 min 26 s           |
| 4e                     | Valcar Cylance              | Italie                 | + 6 min 13 s           |
| 5e                     | Canyon-SRAM Racing          | Allemagne              | + 7 min 11 s           |
| 6e                     | Sunweb Women                | Pays-Bas               | + 8 min 02 s           |
| 7e                     | Movistar Team               | Espagne                | + 21 min 15 s          |
| 8e                     | Bigla                       | Danemark               | + 21 min 15 s          |
| 9e                     | Parkhotel Valkenburg-Destil | Pays-Bas               | + 24 min 30 s          |
| 10e                    | Mitchelton-Scott            | Australie              | + 27 min 56 s          |

| Classement par équipes | Classement par équipes      | Classement par équipes | Classement par équipes |
| Équipe                 | Équipe                      | Pays                   | Temps                  |
| ---------------------- | --------------------------- | ---------------------- | ---------------------- |
| 1re                    | Trek-Segafredo              | États-Unis             | 63 h 31 min 01 s       |
| 2e                     | Boels Dolmans               | Pays-Bas               | + 1 min 40 s           |
| 3e                     | WNT-Rotor Pro Cycling       | Allemagne              | + 2 min 26 s           |
| 4e                     | Valcar Cylance              | Italie                 | + 6 min 13 s           |
| 5e                     | Canyon-SRAM Racing          | Allemagne              | + 7 min 11 s           |
| 6e                     | Sunweb Women                | Pays-Bas               | + 8 min 02 s           |
| 7e                     | Movistar Team               | Espagne                | + 21 min 15 s          |
| 8e                     | Bigla                       | Danemark               | + 21 min 15 s          |
| 9e                     | Parkhotel Valkenburg-Destil | Pays-Bas               | + 24 min 30 s          |
| 10e                    | Mitchelton-Scott            | Australie              | + 27 min 56 s          |

## Évolution des classements
| Étape              |                           | Vainqueur _          | Classement général | Classement par points | Meilleure grimpeuse  | Meilleure sprinteuse | Meilleure jeune _ | Super-combative _  | Meilleure équipe _ | Nationalité       |
| ------------------ | ------------------------- | -------------------- | ------------------ | --------------------- | -------------------- | -------------------- | ----------------- | ------------------ | ------------------ | ----------------- |
| 1re étape          | étape de plaine           | Jolien D'Hoore       | Jolien D'Hoore     | Jolien D'Hoore        | Christine Majerus    | Coryn Rivera         | Eleanor Dickinson | Abby-Mae Parkinson | Boels Dolmans      | Eleanor Dickinson |
| 2e étape           | étape de plaine           | Marianne Vos         | Marianne Vos       | Marianne Vos          | Christine Majerus    | Coryn Rivera         | Liane Lippert     | Elena Cecchini     | Movistar Team      | Lizzie Deignan    |
| 3e étape           | étape vallonnée           | Jolien D'Hoore       | Lisa Brennauer     | Jolien D'Hoore        | Christine Majerus    | Coryn Rivera         | Liane Lippert     | Anna Plichta       | Movistar Team      | Lizzie Deignan    |
| 4e étape           | étape vallonnée           | Katarzyna Niewiadoma | Liane Lippert      | Jolien D'Hoore        | Christine Majerus    | Coryn Rivera         | Liane Lippert     | Sarah Roy          | Sunweb Women       | Lizzie Deignan    |
| 5e étape           | étape de moyenne montagne | Lizzie Deignan       | Lizzie Deignan     | Lizzie Deignan        | Katarzyna Niewiadoma | Coryn Rivera         | Marta Cavalli     | Amalie Dideriksen  | Trek-Segafredo     | Lizzie Deignan    |
| 6e étape           | étape de moyenne montagne | Amy Pieters          | Lizzie Deignan     | Lizzie Deignan        | Katarzyna Niewiadoma | Coryn Rivera         | Marta Cavalli     | non attribué       | Trek-Segafredo     | Lizzie Deignan    |
| Classements finals | Classements finals        |                      | Lizzie Deignan     | Lizzie Deignan        | Katarzyna Niewiadoma | Coryn Rivera         | Marta Cavalli     | Sarah Roy          | Trek-Segafredo     | Lizzie Deignan    |

Note: le classement de la meilleure jeune est indiqué par l'UCI, mais non accompagné d'un prix dans l'épreuve.

## Liste des participantes
| Légende                             | Légende                                                                                              | Légende                          | Légende |
| ----------------------------------- | --- | -------------------------------- | --- |
| Num                                 | Dossard de départ porté par la coureuse sur ce Women's Tour                                          | Pos                              | Position finale au classement général                                                                         |
| Leader du classement général        | Indique la vainqueur du classement général                                                           | Leader du classement par points  | Indique la vainqueur du classement par points                                                                 |
| Leader du classement de la montagne | Indique la vainqueur du classement de la montagne                                                    | Leader du classement des sprints | Indique la vainqueur du classement des sprints                                                                |
|                                     | Indique la vainqueur du classement de la meilleure britannique                                       |                                  | Indique un maillot de champion national ou mondial, suivi de sa spécialité                                    |
| #                                   | Indique la meilleure équipe                                                                          | NP                               | Indique une coureuse qui n'a pas pris le départ d'une étape, suivi du numéro de l'étape où elle s'est retirée |
| AB                                  | Indique une coureuse qui n'a pas terminé une étape, suivi du numéro de l'étape où elle s'est retirée | HD                               | Indique un coureuse qui a terminé une étape hors des délais, suivi du numéro de l'étape                       |
| DSQ                                 | Indique un coureur qui a été disqualifié de la course, suivi du numéro de l'étape                    |                                  | |

| Sunweb SUN | Sunweb SUN                  | Sunweb SUN |
| ---------- | --------------------------- | ---------- |
| Num        | Coureuse                    | Pos        |
| 1          | Coryn Rivera (USA) (route)  | 25e        |
| 2          | Susanne Andersen (NOR)      | 49e        |
| 3          | Leah Kirchmann (CAN)        | 6e         |
| 4          | Liane Lippert (GER) (route) | 21e        |
| 5          | Floortje Mackaij (NED)      | NP-6       |
| 6          | Julia Soek (NED)            | 58e        |

| CCC-Liv CCC | CCC-Liv CCC                    | CCC-Liv CCC |
| ----------- | ------------------------------ | ----------- |
| Num         | Coureuse                       | Pos         |
| 11          | Marianne Vos (NED)             | AB-3        |
| 12          | Valerie Demey (BEL)            | AB-3        |
| 13          | Jeanne Korevaar (NED)          | AB-3        |
| 14          | Riejanne Markus (NED)          | 13e         |
| 15          | Ashleigh Moolman (RSA) (route) | NP-4        |
| 16          | Pauliena Rooijakkers (NED)     | 51e         |

| Boels Dolmans DLT | Boels Dolmans DLT               | Boels Dolmans DLT |
| ----------------- | ------------------------------- | ----------------- |
| Num               | Coureuse                        | Pos               |
| 21                | Chantal Blaak (NED) (route)     | 36e               |
| 22                | Karol-Ann Canuel (CAN)          | 24e               |
| 23                | Jolien D'Hoore (BEL)            | 45e               |
| 24                | Amalie Dideriksen (DEN) (route) | 38e               |
| 25                | Christine Majerus (LUX) (route) | 4e                |
| 26                | Amy Pieters (NED)               | 3e                |

| Canyon-SRAM Racing CSR | Canyon-SRAM Racing CSR     | Canyon-SRAM Racing CSR |
| ---------------------- | -------------------------- | ---------------------- |
| Num                    | Coureuse                   | Pos                    |
| 31                     | Katarzyna Niewiadoma (POL) | 2e                     |
| 32                     | Alice Barnes (GBR)         | 62e                    |
| 33                     | Hannah Barnes (GBR)        | 19e                    |
| 34                     | Elena Cecchini (ITA)       | AB-3                   |
| 35                     | Tiffany Cromwell (AUS)     | 26e                    |
| 36                     | Lisa Klein (GER)           | AB-6                   |

| Alé Cipollini ALE | Alé Cipollini ALE             | Alé Cipollini ALE |
| ----------------- | ----------------------------- | ----------------- |
| Num               | Coureuse                      | Pos               |
| 41                | Chloe Hosking (AUS)           | 61e               |
| 42                | Romy Kasper (GER)             | 30e               |
| 43                | Marjolein van 't Geloof (NED) | AB-4              |
| 44                | Nadia Quagliotto (ITA)        | 43e               |
| 45                | Eri Yonamine (JPN) (route)    | 34e               |
| 46                | Anna Trevisi (ITA)            | AB-1              |

| Mitchelton-Scott MTS | Mitchelton-Scott MTS   | Mitchelton-Scott MTS |
| -------------------- | ---------------------- | -------------------- |
| Num                  | Coureuse               | Pos                  |
| 51                   | Sarah Roy (AUS)        | 39e                  |
| 52                   | Jessica Allen (AUS)    | AB-6                 |
| 53                   | Grace Brown (AUS)      | 23e                  |
| 54                   | Gracie Elvin (AUS)     | AB-4                 |
| 55                   | Alexandra Manly (AUS)  | 32e                  |
| 56                   | Georgia Williams (NZL) | 52e                  |

| Bigla BIG | Bigla BIG               | Bigla BIG |
| --------- | ----------------------- | --------- |
| Num       | Coureuse                | Pos       |
| 61        | Elizabeth Banks (GBR)   | 7e        |
| 62        | Martina Alzini (ITA)    | 48e       |
| 65        | Julie Norman Leth (DEN) | AB-3      |
| 66        | Leah Thomas (USA)       | 8e        |

| FDJ-Nouvelle Aquitaine-Futuroscope FDJ | FDJ-Nouvelle Aquitaine-Futuroscope FDJ | FDJ-Nouvelle Aquitaine-Futuroscope FDJ |
| -------------------------------------- | -------------------------------------- | -------------------------------------- |
| Num                                    | Coureuse                               | Pos                                    |
| 71                                     | Victorie Guilman (FRA)                 | 37e                                    |
| 72                                     | Charlotte Becker (GER)                 | 46e                                    |
| 73                                     | Eugénie Duval (FRA)                    | 35e                                    |
| 74                                     | Maëlle Grossetête (FRA)                | NP-6                                   |
| 75                                     | Lauren Kitchen (AUS)                   | 53e                                    |
| 76                                     | Greta Richioud (FRA)                   | 56e                                    |

| Drops DRP | Drops DRP                | Drops DRP |
| --------- | ------------------------ | --------- |
| Num       | Coureuse                 | Pos       |
| 81        | Anna Christian (GBR)     | 50e       |
| 82        | Eleanor Dickinson (GBR)  | 28e       |
| 83        | Elizabeth Holden (GBR)   | AB-4      |
| 84        | Manon Lloyd (GBR)        | 57e       |
| 85        | Abby-Mae Parkinson (GBR) | 29e       |
| 86        | Hannah Payton (GBR)      | AB-5      |

| Virtu Cycling Women TVC | Virtu Cycling Women TVC | Virtu Cycling Women TVC |
| ----------------------- | ----------------------- | ----------------------- |
| Num                     | Coureuse                | Pos                     |
| 91                      | Anouska Koster (NED)    | AB-3                    |
| 92                      | Barbara Guarischi (ITA) | AB-3                    |
| 93                      | Katrine Aalerud (NOR)   | AB-3                    |
| 94                      | Sofia Bertizzolo (ITA)  | AB-4                    |
| 95                      | Rachel Neylan (AUS)     | 14e                     |
| 96                      | Sara Penton (SWE)       | 47e                     |

| WNT-Rotor Pro Cycling WNT | WNT-Rotor Pro Cycling WNT | WNT-Rotor Pro Cycling WNT |
| ------------------------- | ------------------------- | ------------------------- |
| Num                       | Coureuse                  | Pos                       |
| 101                       | Lisa Brennauer (GER)      | 20e                       |
| 102                       | Janneke Ensing (NED)      | 22e                       |
| 103                       | Kathrin Hammes (GER)      | 31e                       |
| 104                       | Erica Magnaldi (ITA)      | 18e                       |
| 105                       | Sarah Rijkes (AUT)        | 63e                       |
| 106                       | Ane Santesteban (ESP)     | 12e                       |

| Valcar Cylance VAL | Valcar Cylance VAL              | Valcar Cylance VAL |
| ------------------ | ------------------------------- | ------------------ |
| Num                | Coureuse                        | Pos                |
| 111                | Alice Maria Arzuffi (ITA)       | 17e                |
| 112                | Marta Cavalli (ITA) (route)     | 11e                |
| 113                | Maria Giulia Confalonieri (ITA) | AB-5               |
| 114                | Alessia Vigilia (ITA)           | 41e                |
| 115                | Dalia Muccioli (ITA)            | 55e                |
| 116                | Asja Paladin (ITA)              | 59e                |

| Trek-Segafredo TFS | Trek-Segafredo TFS         | Trek-Segafredo TFS |
| ------------------ | -------------------------- | ------------------ |
| Num                | Coureuse                   | Pos                |
| 121                | Lizzie Deignan (GBR)       | 1re                |
| 122                | Abigail Van Twisk (GBR)    | 64e                |
| 123                | Elisa Longo Borghini (ITA) | 10e                |
| 124                | Anna Plichta (POL)         | 60e                |
| 125                | Ellen van Dijk (NED)       | 15e                |
| 126                | Trixi Worrack (GER)        | AB-3               |

| Movistar Team MOV | Movistar Team MOV                 | Movistar Team MOV |
| ----------------- | --------------------------------- | ----------------- |
| Num               | Coureuse                          | Pos               |
| 131               | Aude Biannic (FRA) (route)        | 40e               |
| 132               | Roxane Fournier (FRA)             | 42e               |
| 133               | Alicia González (ESP)             | AB-6              |
| 134               | Sheyla Gutiérrez (ESP)            | 27e               |
| 135               | Małgorzata Jasińska (POL) (route) | 9e                |
| 136               | Lourdes Oyarbide (ESP)            | AB-5              |

| Tibco-Silicon Valley Bank TIB | Tibco-Silicon Valley Bank TIB | Tibco-Silicon Valley Bank TIB |
| ----------------------------- | ----------------------------- | ----------------------------- |
| Num                           | Coureuse                      | Pos                           |
| 141                           | Alice Cobb (GBR)              | AB-6                          |
| 142                           | Brodie Chapman (AUS)          | 16e                           |
| 143                           | Alison Jackson (CAN)          | 54e                           |
| 144                           | Nina Kessler (NED)            | AB-4                          |
| 145                           | Shannon Malseed (AUS)         | 67e                           |
| 146                           | Rozanne Slik (NED)            | 66e                           |

| Parkhotel Valkenburg PHV | Parkhotel Valkenburg PHV | Parkhotel Valkenburg PHV |
| ------------------------ | ------------------------ | ------------------------ |
| Num                      | Coureuse                 | Pos                      |
| 151                      | Sophie de Boer (NED)     | AB-4                     |
| 152                      | Belle De Gast (NED)      | NP-4                     |
| 153                      | Roxane Knetemann (NED)   | 33e                      |
| 154                      | Femke Markus (NED)       | 44e                      |
| 155                      | Esther van Veen (NED)    | 65e                      |
| 156                      | Demi Vollering (NED)     | 5e                       |

| Sunweb SUN | Sunweb SUN                  | Sunweb SUN |
| ---------- | --------------------------- | ---------- |
| Num        | Coureuse                    | Pos        |
| 1          | Coryn Rivera (USA) (route)  | 25e        |
| 2          | Susanne Andersen (NOR)      | 49e        |
| 3          | Leah Kirchmann (CAN)        | 6e         |
| 4          | Liane Lippert (GER) (route) | 21e        |
| 5          | Floortje Mackaij (NED)      | NP-6       |
| 6          | Julia Soek (NED)            | 58e        |

| CCC-Liv CCC | CCC-Liv CCC                    | CCC-Liv CCC |
| ----------- | ------------------------------ | ----------- |
| Num         | Coureuse                       | Pos         |
| 11          | Marianne Vos (NED)             | AB-3        |
| 12          | Valerie Demey (BEL)            | AB-3        |
| 13          | Jeanne Korevaar (NED)          | AB-3        |
| 14          | Riejanne Markus (NED)          | 13e         |
| 15          | Ashleigh Moolman (RSA) (route) | NP-4        |
| 16          | Pauliena Rooijakkers (NED)     | 51e         |

| Boels Dolmans DLT | Boels Dolmans DLT               | Boels Dolmans DLT |
| ----------------- | ------------------------------- | ----------------- |
| Num               | Coureuse                        | Pos               |
| 21                | Chantal Blaak (NED) (route)     | 36e               |
| 22                | Karol-Ann Canuel (CAN)          | 24e               |
| 23                | Jolien D'Hoore (BEL)            | 45e               |
| 24                | Amalie Dideriksen (DEN) (route) | 38e               |
| 25                | Christine Majerus (LUX) (route) | 4e                |
| 26                | Amy Pieters (NED)               | 3e                |

| Canyon-SRAM Racing CSR | Canyon-SRAM Racing CSR     | Canyon-SRAM Racing CSR |
| ---------------------- | -------------------------- | ---------------------- |
| Num                    | Coureuse                   | Pos                    |
| 31                     | Katarzyna Niewiadoma (POL) | 2e                     |
| 32                     | Alice Barnes (GBR)         | 62e                    |
| 33                     | Hannah Barnes (GBR)        | 19e                    |
| 34                     | Elena Cecchini (ITA)       | AB-3                   |
| 35                     | Tiffany Cromwell (AUS)     | 26e                    |
| 36                     | Lisa Klein (GER)           | AB-6                   |

| Alé Cipollini ALE | Alé Cipollini ALE             | Alé Cipollini ALE |
| ----------------- | ----------------------------- | ----------------- |
| Num               | Coureuse                      | Pos               |
| 41                | Chloe Hosking (AUS)           | 61e               |
| 42                | Romy Kasper (GER)             | 30e               |
| 43                | Marjolein van 't Geloof (NED) | AB-4              |
| 44                | Nadia Quagliotto (ITA)        | 43e               |
| 45                | Eri Yonamine (JPN) (route)    | 34e               |
| 46                | Anna Trevisi (ITA)            | AB-1              |

| Mitchelton-Scott MTS | Mitchelton-Scott MTS   | Mitchelton-Scott MTS |
| -------------------- | ---------------------- | -------------------- |
| Num                  | Coureuse               | Pos                  |
| 51                   | Sarah Roy (AUS)        | 39e                  |
| 52                   | Jessica Allen (AUS)    | AB-6                 |
| 53                   | Grace Brown (AUS)      | 23e                  |
| 54                   | Gracie Elvin (AUS)     | AB-4                 |
| 55                   | Alexandra Manly (AUS)  | 32e                  |
| 56                   | Georgia Williams (NZL) | 52e                  |

| Bigla BIG | Bigla BIG               | Bigla BIG |
| --------- | ----------------------- | --------- |
| Num       | Coureuse                | Pos       |
| 61        | Elizabeth Banks (GBR)   | 7e        |
| 62        | Martina Alzini (ITA)    | 48e       |
| 65        | Julie Norman Leth (DEN) | AB-3      |
| 66        | Leah Thomas (USA)       | 8e        |

| FDJ-Nouvelle Aquitaine-Futuroscope FDJ | FDJ-Nouvelle Aquitaine-Futuroscope FDJ | FDJ-Nouvelle Aquitaine-Futuroscope FDJ |
| -------------------------------------- | -------------------------------------- | -------------------------------------- |
| Num                                    | Coureuse                               | Pos                                    |
| 71                                     | Victorie Guilman (FRA)                 | 37e                                    |
| 72                                     | Charlotte Becker (GER)                 | 46e                                    |
| 73                                     | Eugénie Duval (FRA)                    | 35e                                    |
| 74                                     | Maëlle Grossetête (FRA)                | NP-6                                   |
| 75                                     | Lauren Kitchen (AUS)                   | 53e                                    |
| 76                                     | Greta Richioud (FRA)                   | 56e                                    |

| Drops DRP | Drops DRP                | Drops DRP |
| --------- | ------------------------ | --------- |
| Num       | Coureuse                 | Pos       |
| 81        | Anna Christian (GBR)     | 50e       |
| 82        | Eleanor Dickinson (GBR)  | 28e       |
| 83        | Elizabeth Holden (GBR)   | AB-4      |
| 84        | Manon Lloyd (GBR)        | 57e       |
| 85        | Abby-Mae Parkinson (GBR) | 29e       |
| 86        | Hannah Payton (GBR)      | AB-5      |

| Virtu Cycling Women TVC | Virtu Cycling Women TVC | Virtu Cycling Women TVC |
| ----------------------- | ----------------------- | ----------------------- |
| Num                     | Coureuse                | Pos                     |
| 91                      | Anouska Koster (NED)    | AB-3                    |
| 92                      | Barbara Guarischi (ITA) | AB-3                    |
| 93                      | Katrine Aalerud (NOR)   | AB-3                    |
| 94                      | Sofia Bertizzolo (ITA)  | AB-4                    |
| 95                      | Rachel Neylan (AUS)     | 14e                     |
| 96                      | Sara Penton (SWE)       | 47e                     |

| WNT-Rotor Pro Cycling WNT | WNT-Rotor Pro Cycling WNT | WNT-Rotor Pro Cycling WNT |
| ------------------------- | ------------------------- | ------------------------- |
| Num                       | Coureuse                  | Pos                       |
| 101                       | Lisa Brennauer (GER)      | 20e                       |
| 102                       | Janneke Ensing (NED)      | 22e                       |
| 103                       | Kathrin Hammes (GER)      | 31e                       |
| 104                       | Erica Magnaldi (ITA)      | 18e                       |
| 105                       | Sarah Rijkes (AUT)        | 63e                       |
| 106                       | Ane Santesteban (ESP)     | 12e                       |

| Valcar Cylance VAL | Valcar Cylance VAL              | Valcar Cylance VAL |
| ------------------ | ------------------------------- | ------------------ |
| Num                | Coureuse                        | Pos                |
| 111                | Alice Maria Arzuffi (ITA)       | 17e                |
| 112                | Marta Cavalli (ITA) (route)     | 11e                |
| 113                | Maria Giulia Confalonieri (ITA) | AB-5               |
| 114                | Alessia Vigilia (ITA)           | 41e                |
| 115                | Dalia Muccioli (ITA)            | 55e                |
| 116                | Asja Paladin (ITA)              | 59e                |

| Trek-Segafredo TFS | Trek-Segafredo TFS         | Trek-Segafredo TFS |
| ------------------ | -------------------------- | ------------------ |
| Num                | Coureuse                   | Pos                |
| 121                | Lizzie Deignan (GBR)       | 1re                |
| 122                | Abigail Van Twisk (GBR)    | 64e                |
| 123                | Elisa Longo Borghini (ITA) | 10e                |
| 124                | Anna Plichta (POL)         | 60e                |
| 125                | Ellen van Dijk (NED)       | 15e                |
| 126                | Trixi Worrack (GER)        | AB-3               |

| Movistar Team MOV | Movistar Team MOV                 | Movistar Team MOV |
| ----------------- | --------------------------------- | ----------------- |
| Num               | Coureuse                          | Pos               |
| 131               | Aude Biannic (FRA) (route)        | 40e               |
| 132               | Roxane Fournier (FRA)             | 42e               |
| 133               | Alicia González (ESP)             | AB-6              |
| 134               | Sheyla Gutiérrez (ESP)            | 27e               |
| 135               | Małgorzata Jasińska (POL) (route) | 9e                |
| 136               | Lourdes Oyarbide (ESP)            | AB-5              |

| Tibco-Silicon Valley Bank TIB | Tibco-Silicon Valley Bank TIB | Tibco-Silicon Valley Bank TIB |
| ----------------------------- | ----------------------------- | ----------------------------- |
| Num                           | Coureuse                      | Pos                           |
| 141                           | Alice Cobb (GBR)              | AB-6                          |
| 142                           | Brodie Chapman (AUS)          | 16e                           |
| 143                           | Alison Jackson (CAN)          | 54e                           |
| 144                           | Nina Kessler (NED)            | AB-4                          |
| 145                           | Shannon Malseed (AUS)         | 67e                           |
| 146                           | Rozanne Slik (NED)            | 66e                           |

| Parkhotel Valkenburg PHV | Parkhotel Valkenburg PHV | Parkhotel Valkenburg PHV |
| ------------------------ | ------------------------ | ------------------------ |
| Num                      | Coureuse                 | Pos                      |
| 151                      | Sophie de Boer (NED)     | AB-4                     |
| 152                      | Belle De Gast (NED)      | NP-4                     |
| 153                      | Roxane Knetemann (NED)   | 33e                      |
| 154                      | Femke Markus (NED)       | 44e                      |
| 155                      | Esther van Veen (NED)    | 65e                      |
| 156                      | Demi Vollering (NED)     | 5e                       |

## Organisation

### Prix
Le montant total des prix est de 97 800 €.